# Лі (округ, Техас)
Шаблон:StateAbbr_ 30°19′ пн. ш. 96°58′ зх. д. / 30.31° пн. ш. 96.96° зх. д.
Округ Лі (англ. Lee County) — округ (графство) у штаті Техас, США. Ідентифікатор округу 48287.

## Історія
Округ утворений 1874 року.

## Демографія
За даними перепису 2000 року загальне населення округу становило 15657 осіб, зокрема міського населення було 4669, а сільського — 10988. Серед мешканців округу чоловіків було 7892, а жінок — 7765. В окрузі було 5663 домогосподарства, 4149 родин, які мешкали в 6851 будинках. Середній розмір родини становив 3,15.
Віковий розподіл населення поданий у таблиці:
| Стать    | До 15 років | 15-21 | 22-29 | 30-39 | 40-49 | 50-65 | 65-85 | Понад 85 |
| -------- | ----------- | ----- | ----- | ----- | ----- | ----- | ----- | -------- |
| Чоловіки | 1785        | 1156  | 665   | 975   | 1197  | 1136  | 866   | 112      |
| Жінки    | 1735        | 783   | 649   | 1100  | 1076  | 1148  | 1043  | 231      |

## Суміжні округи
- Майлем — північ
- Берлесон — північний схід
- Вашингтон — схід
- Файєтт — південний схід
- Бастроп — південний захід
- Вільямсон — північний захід

## Виноски
1. ↑  U.S. Decennial Census. United States Census Bureau. Архів оригіналу за 4 квітня 2018. Процитовано 3 травня 2015.
2. ↑  Texas Almanac: Population History of Counties from 1850–2010 (PDF). Texas Almanac. Архів оригіналу (PDF) за 26 лютого 2015. Процитовано 3 травня 2015.
3. ↑  State & County QuickFacts. United States Census Bureau. Архів оригіналу за 18 жовтня 2011. Процитовано 19 грудня 2013.(англ.) Наведено за англійською вікіпедією.
4. ↑  American FactFinder. Бюро перепису населення США. Архів оригіналу за 26 лютого 2012. Процитовано 31 січня 2008.

| США | Це незавершена стаття з географії США. Ви можете допомогти проєкту, виправивши або дописавши її. |